# Amauromyza triseta
Amauromyza triseta är en tvåvingeart som beskrevs av Spencer 1959. Amauromyza triseta ingår i släktet Amauromyza och familjen minerarflugor. Inga underarter finns listade i Catalogue of Life.